# Platymantis cryptotis
Platymantis cryptotis är en groddjursart som beskrevs av Günther 1999. Platymantis cryptotis ingår i släktet Platymantis och familjen Ceratobatrachidae. IUCN kategoriserar arten globalt som livskraftig. Inga underarter finns listade i Catalogue of Life.